# Aide médico-psychologique
Pour les articles homonymes, voir AMP.
Ne doit pas être confondu avec Relation d'aide.
L'aide médico-psychologique (AMP), désormais appelé accompagnant éducatif et social, est, en France, un professionnel du secteur médico-social exerçant une fonction d’accompagnement et d’aide dans les actes de la vie quotidienne, en prodiguant l’accompagnement de bien-être, aux personnes âgées, souffrant de handicaps. L’aide médico-psychologique fait partie du milieu socio-éducatif.
Depuis le 29 janvier 2016, cette formation n’existe plus, et est devenue la formation d’Accompagnant Éducatif et Social.

## Rôle et cadre d’exercice
L’aide médico-psychologique intervient auprès d’enfants, d’adolescents et d’adultes en situation de handicap (que la déficience soit physique, sensorielle, mentale, cognitive, psychique, résultant d’un polyhandicap ou d’un trouble de santé invalidant) ou des personnes âgées. Il peut également intervenir auprès de personnes dont la situation nécessite une aide au développement ou au maintien de l’autonomie sur le plan physique, psychique ou social.
Le rôle de l’aide médico-psychologique comprend l’éducation thérapeutique du patient et les soins d’hygiène, ainsi que l’animation de la vie sociale et relationnelle. Il prend soin des personnes par une aide de proximité permanente durant leurs actes de la vie quotidienne, en les accompagnant tant dans les actes essentiels de son quotidien que dans les activités de vie sociale et de loisirs.
À travers l’accompagnement et l’aide concrète qu’il apporte, l’aide médico-psychologique établit une relation attentive et sécurisante pour prévenir et rompre l’isolement des personnes et essayer d’appréhender leurs besoins et leurs attentes afin de leur apporter une réponse adaptée. Il a un rôle d’éveil, d’encouragement et de soutien de la communication et de l’expression (verbale ou non).
Par le soutien dans les gestes de la vie quotidienne, l’aide médico-psychologique participe au bien-être physique et psychologique de la personne. Il contribue également à la prévention de la rupture et/ou à la réactivation du lien social par la lutte contre l’isolement, le maintien des acquis et la stimulation des potentialités.
L’aide médico-psychologique intervient au sein d’équipes pluri-professionnelles. Selon les situations, il travaille sous la responsabilité d’un travailleur social ou d’un professionnel paramédical. C’est ainsi qu’il seconde suivant les structures ou au domicile et selon les circonstances, un éducateur spécialisé, un animateur, un infirmier, un kinésithérapeute, etc.
L’aide médico-psychologique peut aussi bien intervenir dans des institutions ou au domicile des personnes dépendantes. Le champ professionnel d’intervention de l’aide médico-psychologique s’est élargi depuis le DEAMP qui a remplacé le CAFAMP aux centres d’hébergement et de réinsertion sociale.

## Données actuelles

### France
La profession d’aide médico-psychologique constitue une première qualification de la filière éducative.
On recense environ 44 000 aides médico-psychologiques (données UNIFAF 2012) employés dans des structures publiques, privées et associatives.
Leurs principaux secteurs d’intervention sont dans des institutions telles que :
- maisons d’accueil spécialisées (MAS) ;
- instituts médico-éducatifs (IME) ;
- instituts d’éducation motrice (IEM) ;
- centres d’accueil de jour (CAJ) ;
- instituts accueillant des enfants handicapés dépendants ;
- foyers d’hébergement pour adultes handicapés, foyers de vie[7] ;
- foyers d’accueil médicalisés[7] ;
- foyers occupationnels pour adultes (FOA) ;
- établissements et services d’aide par le travail (ESAT) ;
- foyers d’insertion et de transition (FIT) ;
- maisons de retraite[8] ;
- services de long séjour[8] ;
- établissements d’hébergement pour personnes âgées dépendantes (EHPAD)[8] ;
- centres hospitaliers spécialisés (CHS) ;
- hôpitaux psychiatriques ;
- SSIAD et services polyvalents d’aide à domicile ;
- institutions sociales ou éducatives (CHRS, MECS, etc.) ;
- instituts thérapeutiques, éducatifs et pédagogiques (ITEP).

## Formation

### France
Pour pouvoir exercer ce métier, il faut être titulaire du DEAMP (Diplôme d’État d’Aide Médico-Psychologique), anciennement appelé CAFAMP (Certificat d’aptitude à la fonction d’aide médico-psychologique). 
Le nouveau diplôme à partir de 2016 est le DEAES (Diplôme d'État d'Accompagnant éducatif et social), une fusion du DEAMP et DEAVS,. Ce diplôme est délivré par le ministère des Affaires sociales et de la Santé.

### Québec
Cette formation spécifique n'existe pas au Québec. Néanmoins, ce sont généralement les préposés aux bénéficiaires, titulaires d'un diplôme d'études professionnelles (DÉP) en assistance à la personne en établissement de santé (750 heures) ou du DÉP en assistance à la personne à domicile (975 heures), qui assument ces fonctions, avec ou sans l'assistance d'un infirmier, d'un travailleur social ou d'un technicien en éducation spécialisée (éducateur spécialisé).

## Sources
- Arrêté du 11 avril 2006 relatif au diplôme d’État d’aide médico-psychologique, publié au Journal officiel de la République française du 26 avril 2006 [lire en ligne (page consultée le 3 février 2015)].
- Annexes publiées au Bulletin officiel Santé, protection sociale, solidarités no 2006/5 du 15 juin 2006 [lire en ligne].
- Documentaire de Bruno Aguila "D'un monde, l'autre", sur la formation d'AMP.

| https://www.youtube.com/edit?video_id=Zgttg7Qrhls&feature=em-upload_owner |